# Pascal Rhéaume
Pascal Rhéaume (* 21. Juni 1973 in Québec City, Québec) ist ein ehemaliger kanadischer Eishockeyspieler und derzeitiger -trainer, der im Verlauf seiner aktiven Karriere unter anderem 363 Spiele für die New Jersey Devils, St. Louis Blues, Chicago Blackhawks, Atlanta Thrashers und New York Rangers in der National Hockey League (NHL) auf der Position des Centers bestritten hat. Seinen größten Karriereerfolg feierte er dabei im Trikot der New Jersey Devils, mit denen er im Jahr 2003 den Stanley Cup gewann. Seit seinem Karriereende arbeitet Rhéaume als Trainer.
Rhéaumes ältere Schwester Manon ist die erste Frau, die je in einem Vorbereitungsspiel für ein NHL-Team bestritten hat.

## Karriere
Pascal Rhéaume begann seine Karriere als Eishockeyspieler in der kanadischen Top-Juniorenliga Ligue de hockey junior majeur du Québec (LHJMQ), in der er von 1991 bis 1993 je eine Spielzeit lang für die Draveurs de Trois-Rivières und Faucons de Sherbrooke aktiv war. Anschließend erhielt er am 1. Oktober 1993 einen Vertrag als Free Agent bei den New Jersey Devils, für die er in der Saison 1996/97 sein Debüt in der National Hockey League gab, wobei er in zwei Spielen ein Tor erzielte. Die restliche Zeit im Franchise New Jerseys verbrachte der Angreifer von 1993 bis 1997 bei deren Farmteam aus der American Hockey League, den Albany River Rats, mit denen er in der Saison 1994/95 den Calder Cup gewann. Am 28. September 1997 wurde er im NHL Waiver Draft von den St. Louis Blues ausgewählt, für die er in den folgenden vier Jahren ebenso spielte, wie für deren AHL-Farmteam, die Worcester IceCats.
Nachdem Rhéaume die Saison 2001/02 bei den Chicago Blackhawks in der NHL begonnen hatte, spielte er die folgenden eineinhalb Jahre für deren Ligarivalen, die Atlanta Thrashers, ehe er am 24. Februar 2003 an seinen Ex-Club New Jersey Devils abgegeben wurde, mit denen er in der Saison 2002/03 zum ersten und einzigen Mal in seiner Laufbahn den prestigeträchtigen Stanley Cup gewann. In der folgenden Spielzeit lief der Linksschütze für die New York Rangers und seinen Ex-Club St. Louis Blues auf, ehe er den Lockout in der Saison 2004/05 bei den Albany River Rats in der AHL überbrückte. Zuvor hatte er erneut einen Vertrag bei den New Jersey Devils erhalten, für das er in der Saison 2005/06 nur zwölf Spiele bestritt, bevor er zu den Phoenix Coyotes transferiert wurde. Für das Team aus Arizona stand er nur ein einziges Mal auf dem Eis, während er 47 Mal für deren AHL-Farmteam San Antonio Rampage spielte, bei dem er auch die gesamte Saison 2007/08 verbrachte. Daraufhin wechselte der Kanadier zu den Vienna Capitals aus der Österreichischen Eishockey-Liga, die er nach nur einem Jahr wieder verließ. Am 5. August 2008 erhielt der Stanley-Cup-Sieger von 2003 einen Vertrag als Free Agent bei den Lowell Devils aus der American Hockey League, für die er eine Saison spielte.
Anschließend verbrachte der Stürmer die Saison 2009/10 bei den Flint Generals in der International Hockey League, wo er gleichzeitig den Einstieg den Trainerbereich fand. Nach der Spielzeit beendete er seine Karriere und war bis 2016 als Assistenztrainer bei den Voltigeurs de Drummondville und Phoenix de Sherbrooke in der LHJMQ sowie den Iowa Wild in der AHL tätig. Daraufhin folgten erneut zwei Jahre als Assistent bei den Phoenix de Sherbrooke, ehe er in den Spielzeiten 2018/19 und 2019/20 erstmals als Cheftrainer bei den Foreurs de Val-d’Or tätig war. Nach seiner Entlassung im Februar 2020 wurde er im Sommer 2021 als Assistenztrainer der Lions de Trois-Rivières aus der ECHL ernannt.

## Erfolge und Auszeichnungen
- 1995 Calder-Cup-Gewinn mit den Albany River Rats
- 2003 Stanley-Cup-Gewinn mit den New Jersey Devils

## Karrierestatistik
(Legende zur Spielerstatistik: Sp oder GP = absolvierte Spiele; T oder G = erzielte Tore; V oder A = erzielte Assists; Pkt oder Pts = erzielte Scorerpunkte; SM oder PIM = erhaltene Strafminuten; +/− = Plus/Minus-Bilanz; PP = erzielte Überzahltore; SH = erzielte Unterzahltore; GW = erzielte Siegtore; 1 Play-downs/Relegation; Kursiv: Statistik nicht vollständig)